# ルッタナパク・ウプトーン
ルッタナパク・ウプトーン（英語: Ruttanapak Oupthong、タイ語:  รุษฐนภัค อูปทอง、2000年4月12日 - ）は、タイの男子バドミントン選手。

## 経歴
混合ダブルスでイェニチャ・サッジャイプラパラットとペアを組む。
2024年の高雄マスターズでは、決勝で楊博軒 / 胡綾芳を破って優勝した。